# 카토 루미
카토 루미(加藤 琉美,かとう るみ, 1995년 3월 9일 - )는 일본 여자 전 아이돌 가수 SKE48의 멤버이다. 선 뮤직 프로덕션 소속.

## 개요
- 전 SKE48 팀E 멤버 AKS 소속.
- 2016년 5월 31일, SKE48 팀E 졸업.